# Ein Fall für Nadja
Ein Fall für Nadja ist eine 6-teilige Krimiserie, die in den Monaten Oktober und November 2007 wöchentlich im Abendprogramm der ARD ausgestrahlt wurde. Produziert wurde die Serie von der UFA Fernsehproduktion.

## Inhalt
Nach Scheidung, Unfall und Reha muss Nadja Paulsen ihr Leben neu einrichten. In Halle (Saale) mietet sie sich eine Wohnung und wird eines Tages Zeugin, wie ein Nachbar von der Polizei abgeführt wird, da er seinen Arbeitgeber bestohlen haben soll. Bei dieser Gelegenheit lernt sie den Privatdetektiv Henry Wilkens kennen, der im Auftrag des geschädigten Unternehmens recherchiert und bereits Beweismaterial geliefert hat. Da Nadja von der Unschuld ihres Nachbarn überzeugt ist, beginnt sie selber, Nachforschungen anzustellen und kann den wahren Täter überführen. Von Nadja beeindruckt, bietet Wilkens ihr eine Stelle in seiner Detektei an. Doch diese kann den Detektiv davon überzeugen, ihr die Teilhaberschaft anzubieten. Fortan ermitteln beide gemeinsam.
Privat muss Nadja – letztlich erfolgreich – gegen ihren geschiedenen Mann Leonard, einen Rechtsanwalt, um das Sorgerecht für ihren Sohn Max kämpfen.

## Sonstiges
Ein Fall für Nadja war einer von mehreren Testversuchen für eine neue Krimiserie der ARD, die montags im Abendprogramm laufen sollte.
Die erste Folge 8. Oktober 2007 verfolgten 3,78 Millionen Zuschauer (11,8 Prozent Marktanteil), in der werberelevanten Zielgruppe waren es lediglich 530.000 bei 4,2 Prozent Marktanteil. Die zweite Folge erreichte nur noch einen Gesamtmarktanteil von 7,9 Prozent. Der Sender strahlte aus diesem Grund nur fünf statt der sechs geplanten Folgen aus und sendete ab dem 12. November 2007 Elvis und der Kommissar.
Die Serie wurde in der Vergangenheit mehrfach auf verschiedenen Sendern wiederholt, inklusive der Folge 4. Der Arbeitstitel der Serie lautete Die Detektivin.

## Episodenliste
| Folge | Erstausstrahlung | Titel                  | Drehbuch         | Gastdarsteller (Auswahl)                                                             |
| 1     | 8. Oktober 2007  | Zurück im Leben        | Norbert Eberlein | Andreas Herder, Sabine Urig, Stefan Kaminsky                                         |
| 2     | 15. Oktober 2007 | Alte Liebe             | Norbert Eberlein | Rolf Becker, Renate Blume, Alexandra Wilcke                                          |
| 3     | 22. Oktober 2007 | Papa ist der Beste     | Norbert Eberlein | Christian Koerner, Cordula Trantow, Pia-Micaela Barucki, Heidi Ecks, Annett Kruschke |
| 4     | 29. Mai 2008     | Zwischen allen Stühlen | Norbert Eberlein | Kaspar Eichel, Natascha Paulick, Holger Handtke, Steven Merting                      |
| 5     | 29. Oktober 2007 | Verschwunden           | Axel Hildebrand  | Matthias Komm, Karin Giegerich, Judith Sehrbrock, Beate Furcht                       |
| 6     | 5. November 2007 | Auf der Flucht         | Axel Hildebrand  | Johannes Steck, Maren Schumacher, Nina Gummich, Christa Gottschalk                   |